# آرثر ويليام كورتيس
آرثر ويليام كورتيس (بالإنجليزية: Arthur Hale Curtis)‏ هو طبيب التوليد والنساء أمريكي، ولد في 20 مايو 1881 في بورتاغ في الولايات المتحدة، وتوفي في 13 نوفمبر 1955 في إيفانستون في الولايات المتحدة بسبب نوبة قلبية.